# Maja Jager
Maja Jager, född 22 december 1991, är en dansk bågskytt. Hon deltog vid olympiska sommarspelen 2012 och olympiska sommarspelen 2020.